# Ассоциация муниципальных предприятий
Ассоциация муниципальных предприятий (на немецком языке: Verband kommunaler Unternehmen e. V. (VKU)) представляет интересы немецких муниципальных предприятий в отношении законодательных органов на национальном немецком и европейском уровне. Компании-члены VKU относятся к области энергетики и водоснабжения, канализации, утилизации отходов и очистки города.

## История
Ассоциация была основана в 1949 году в Рюдесхайм-на-Рейне (нем. Rüdesheim am Rhein). После Второй мировой войны, ВКУ обеспечило эффективное представление интересов и в то же время усилило эффективность муниципальных предприятий. После распада ГДР в 1989 году, ВКУ поддержали многие города и муниципалитеты в Восточной Германии, построить муниципальные предприятия в области энергетики и водоснабжения. С 2011 года бывшая независимая ассоциация по переработке муниципальных отходов и муниципальной уборке VKS принадлежит как отделение к ВКУ.

## Ассоциация сегодня
Более 1400 компаний-членов с общим оборотом около 110 миллиардов евро и 245 тысяч сотрудников состоят в ВКУ. Компании-члены имеют долю рынка на 46 процентов в сегменте электроэнергии, 59 процентов природного газа, 80 процентов в питьевой воде, 65 процентов в теплоснабжении и 26 процентов в водоотведении.
Кроме того, они ликвидируют 31500 тонн отходов ежедневно и вносят решающий вклад в то, что Германия достигает наибольшего уровня переработки среди государств-членов Европейского Союза на 65 %.
Ассоциация организует профессиональную и политическую работу в области энергетики, воды и сточных вод, а также в переработке отходов и городской уборке.
ВКУ занимает позицию в подготовке законов и нормативных актов и формулирует общие политические позиции членов ВКУ и информирует их в области политики и общественности.
В 2007 году ассоциация перенесла свою штаб-квартиру из Кельна в Берлин. В Брюсселе ассоциация представлена офисом, на уровне федеративного государства, с региональными отделениями. Президент ВКУ был мэром Майнце (Mainz), Михаэль Эблинг (Michael Ebling) с января 2016 года. С сентября 2015 года Катерина Райхе (Katherina Reiche) вступила в должность исполнительного директора ассоциации.